# Apophaula
Apophaula is een kevergeslacht uit de familie van de boktorren (Cerambycidae). De wetenschappelijke naam van het geslacht werd voor het eerst geldig gepubliceerd in 1973 door Lane.

## Soorten
Apophaula is monotypisch en omvat slechts de volgende soort:
- Apophaula ocellata Lane, 1973